# Brătulești, Iași
Brătulești este un sat în comuna Strunga din județul Iași, Moldova, România.

## Fotogalerie

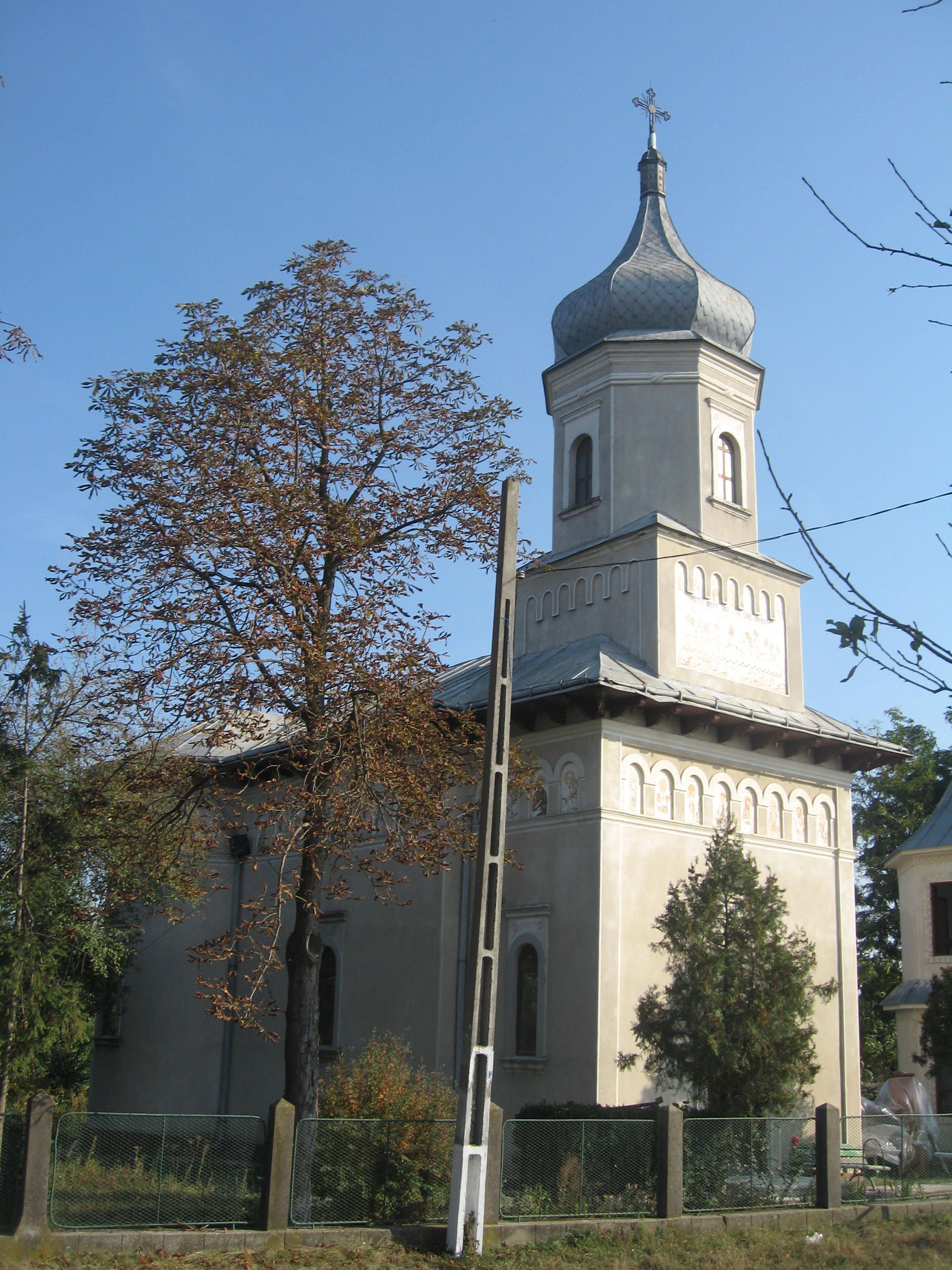
Biserica Adormirea Maicii Domnului din Brătuleşti (construită în 1948)
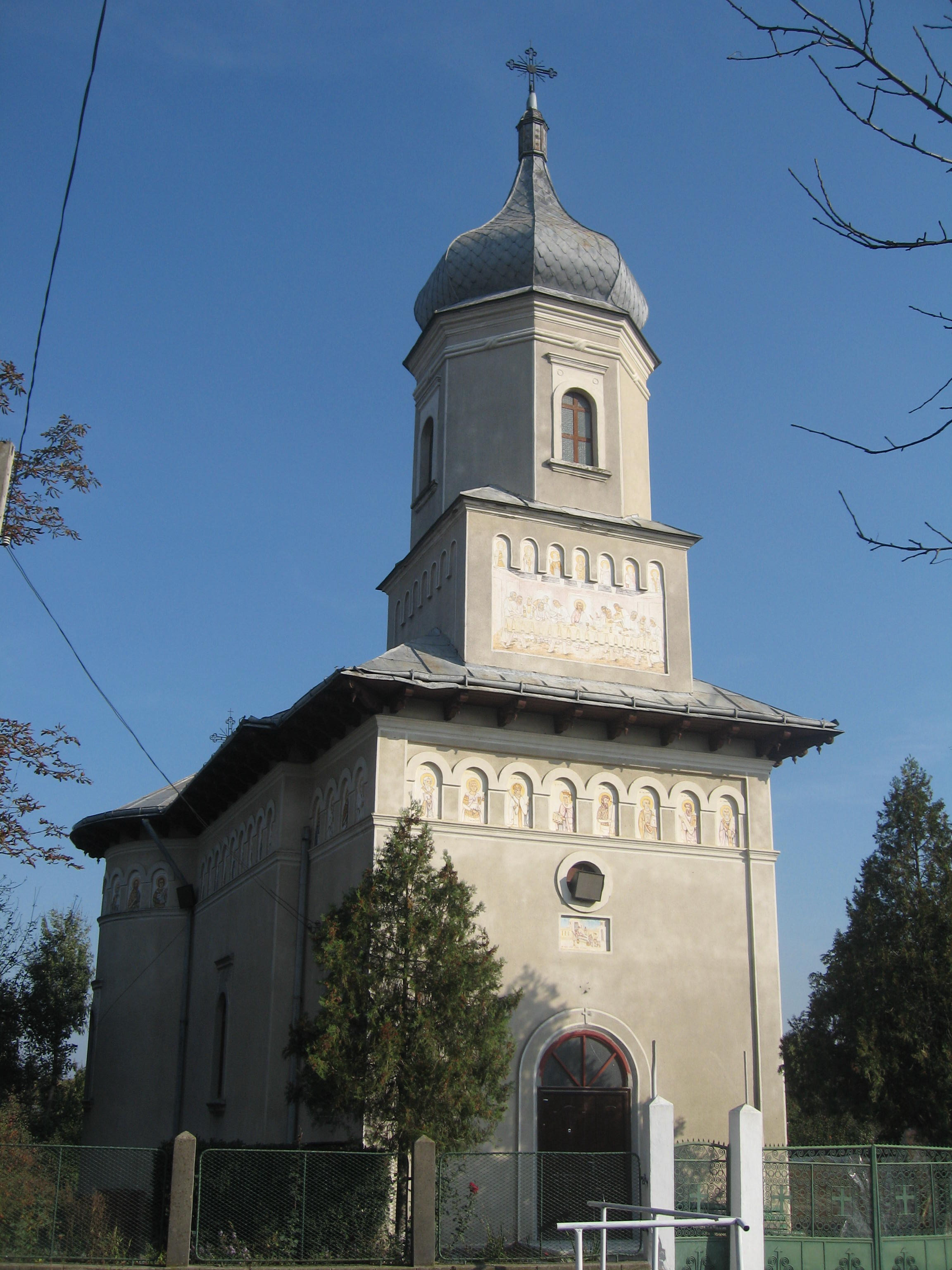
Biserica Adormirea Maicii Domnului din Brătuleşti

## Legături externe
Materiale media legate de Brătulești la Wikimedia Commons